# Oliva (Spagna)
Oliva è un comune spagnolo di 26 190 abitanti situato nella comunità autonoma Valenciana. A est si trovano 10 chilometri (6 miglia) di costa e le spiagge di fronte al Mar Mediterraneo.

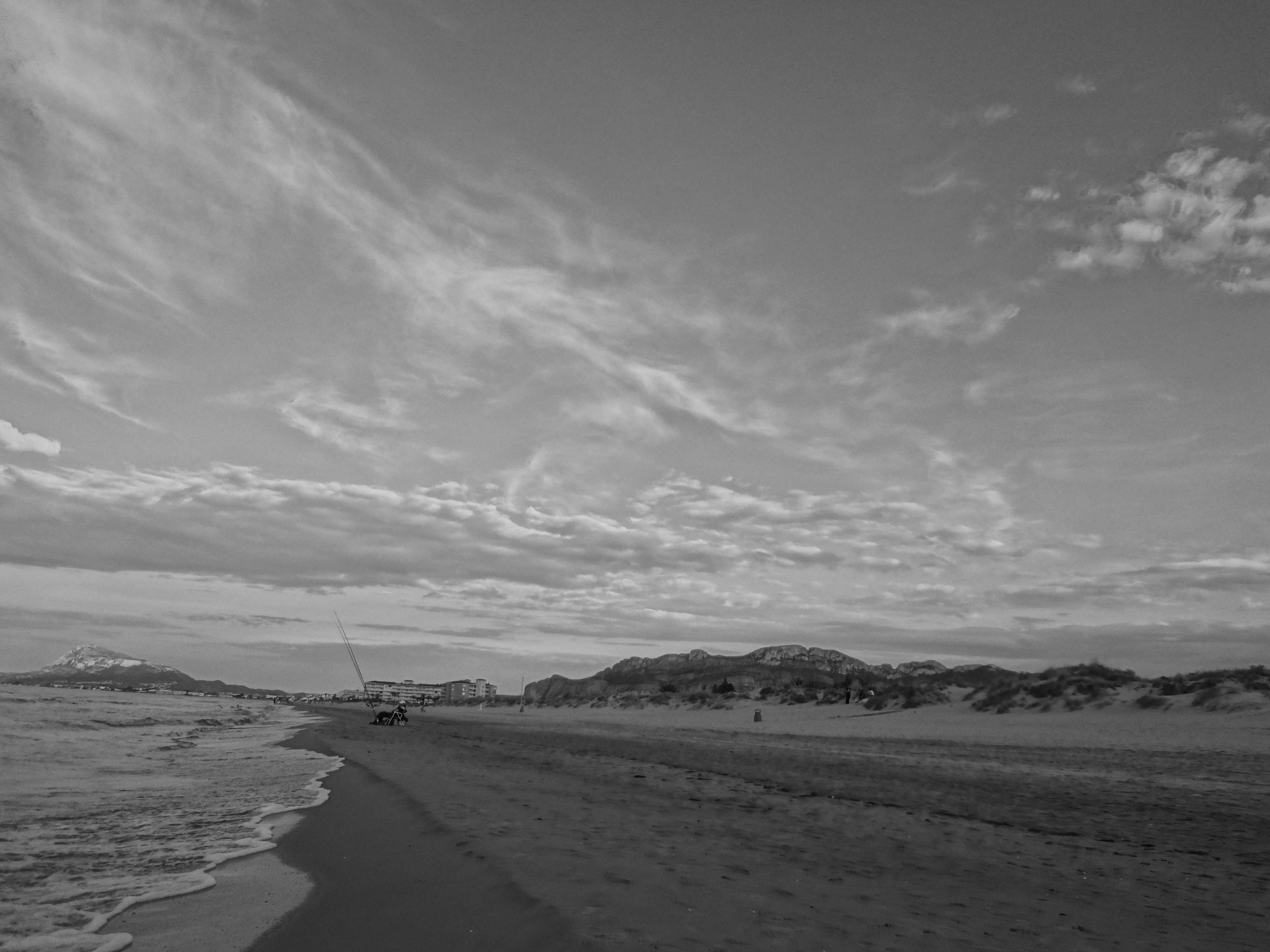
Vista panoramica del Mar Mediterraneo a Oliva

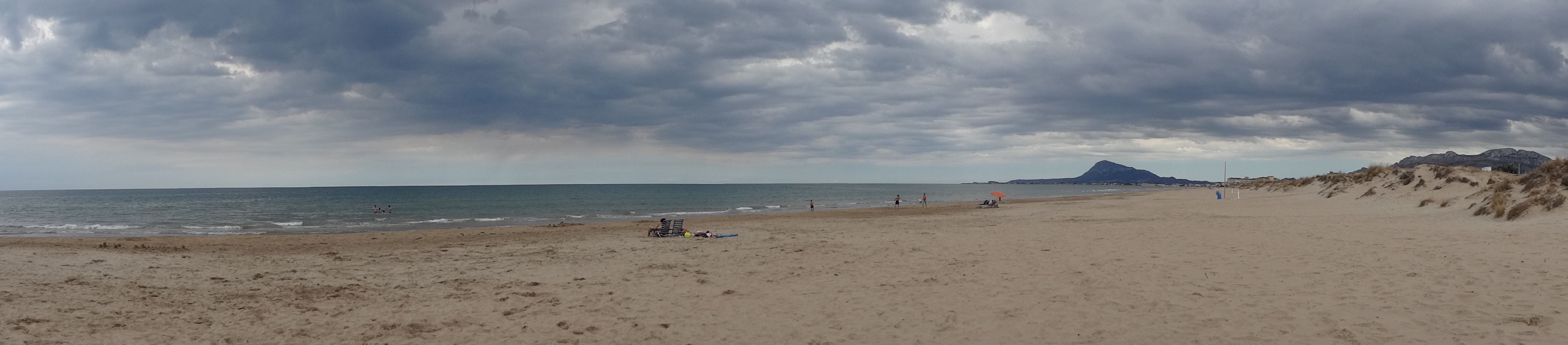
Vista panoramica del Mar Mediterraneo a Oliva, Valencia Regione di Spagna

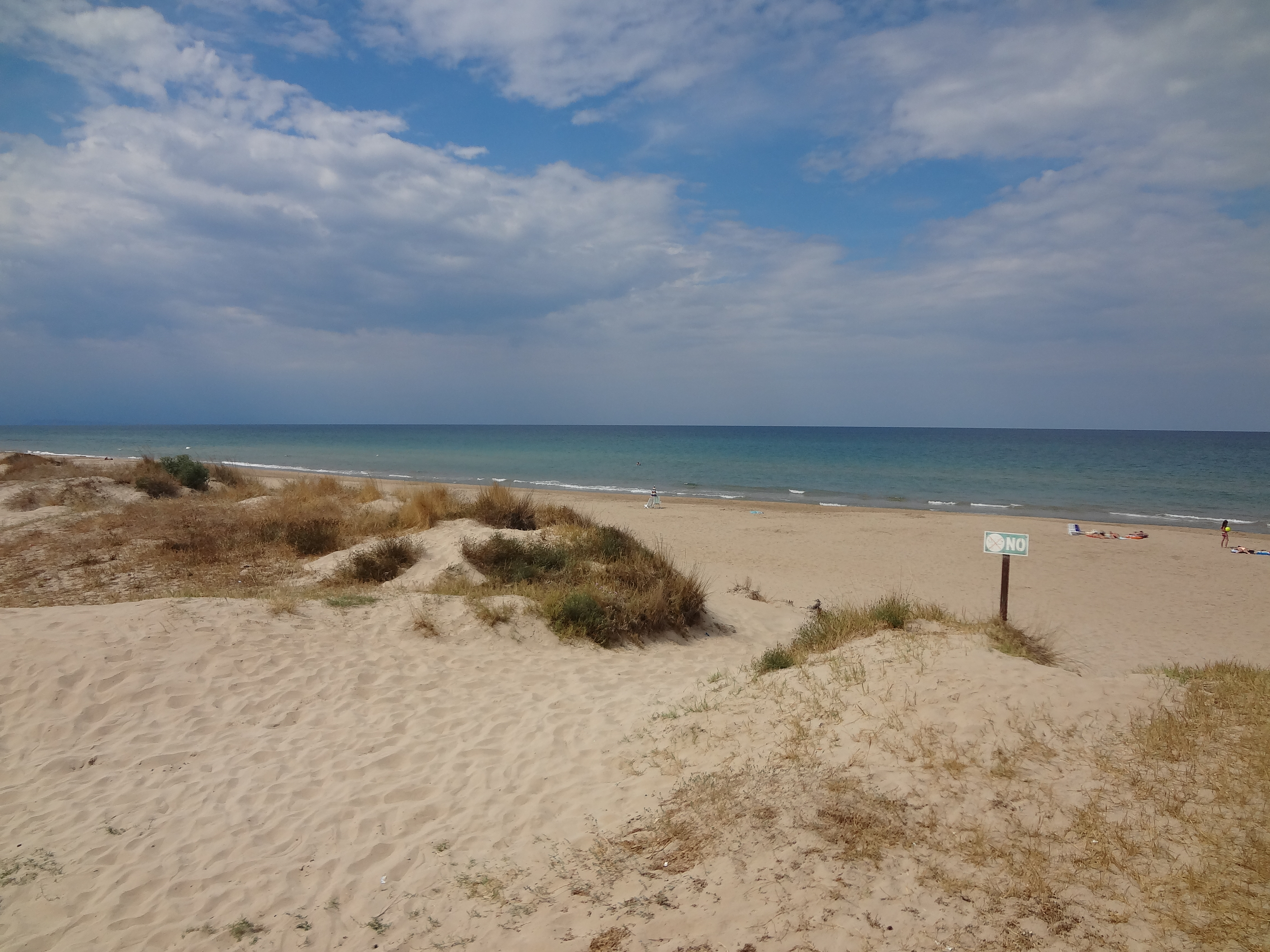
Vista del Mar Mediterraneo a Oliva, Valencia Regione di Spagna

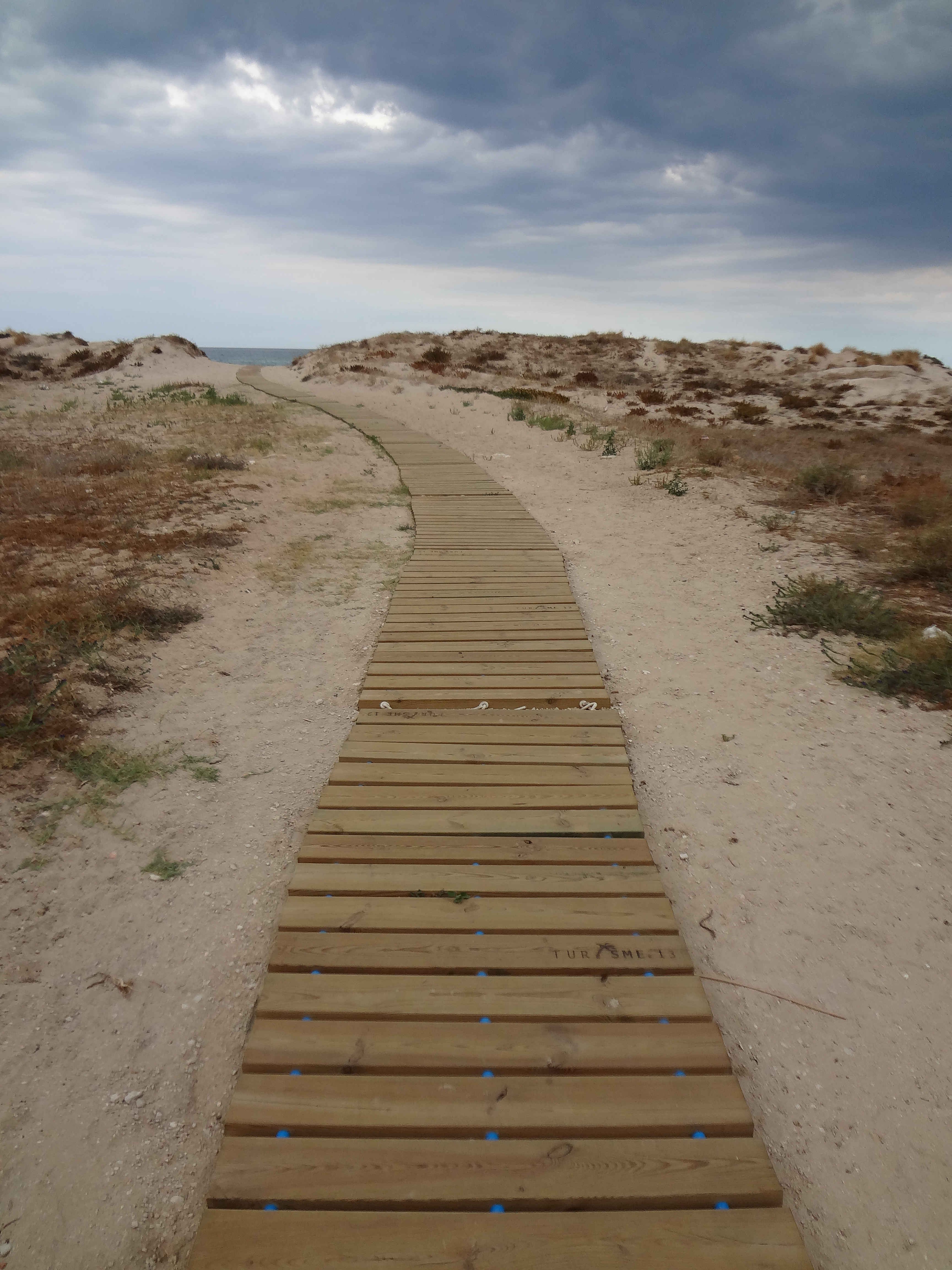
Mediterraneo a Oliva, Valencia Regione di Spagna

## Amministrazione

### Gemellaggi
- Sisteron
- Ozieri